# District historique de Northumberland
Le Northumberland Historic District (en français : quartier historique de Northumberland) est un district historique qui a été inscrit au Registre national des lieux historiques en 1988. Le « joyau » de ce quartier est la Joseph Priestley House, classé comme National Historic Landmark. Il comprend également une autre Registered Historic Place, la Dr. Joseph Priestley House, également connue sous le nom de Priestley-Forsyth Memorial Library. Le quartier est compris entre la 4e Rue, la A Street, la N. Shore Railroad, et l'avenue Wheatley à Northumberland (Pennsylvanie).
En 1988 il y avait plus de 173 bâtiments dans ce quartier,.

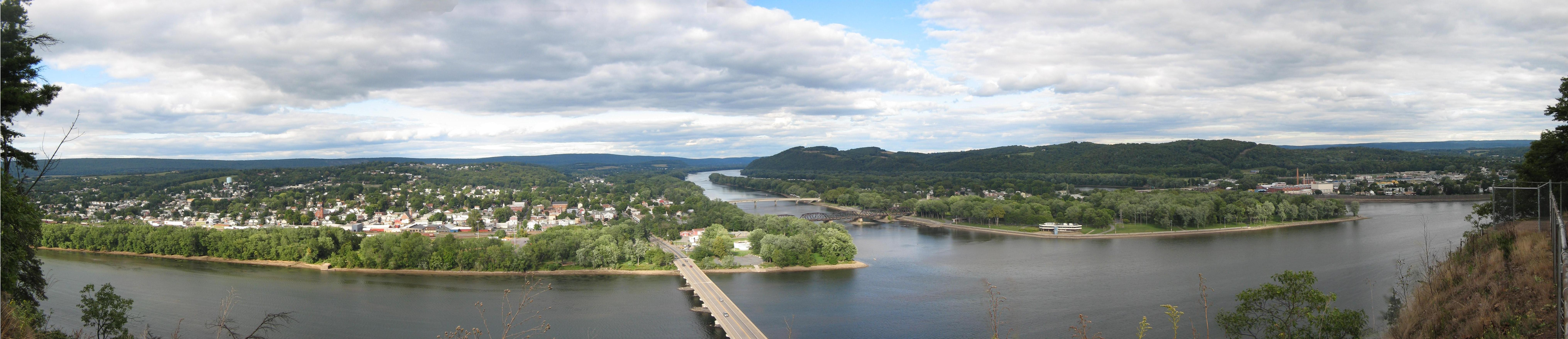
Vue panoramique de Northumberland (à gauche) avec la confluence de la West Branch Susquehanna River (à gauche) et de la North Branch (centre) de la Susquehanna River, avec le quartier de Sunbury (à l'extrême droite). Cliché pris du Shikellamy State Park.